# Kazánskaya (Krasnodar)
Kazánskaya (del ruso: Каза́нская) es una stanitsa del raión de Kavkázskaya del krai de Krasnodar, en el sur de Rusia. Está situada en la orilla derecha del río Kubán, frente a Podlesni, 10 km al oeste de Kropotkin y 121 km al este de Krasnodar, la capital del krai. Tenía 10 991 habitantes en 2010.
Es cabeza del municipio Kazánskoye.

## Historia
La localidad tiene origen en una fortaleza construida como parte de una serie de ellas a lo largo del Kubán por orden de Aleksandr Suvórov, que sirvió de reducto para las tropas (regimiento de Kazán) y se estableció entre 1788 y 1791. El asentamiento es fundado por cosacos del Don en 1802-1804, como parte del territorio de los cosacos de la Línea del Cáucaso, tras el desplazamiento de la línea defensiva decidido por el Senado Gobernante (Правительствующий сенат) de Pablo I, asentándose 223 familias. A finales del siglo XIX contaba con 6 546 habitantes Hasta 1920 formó parte del otdel de Kavkázskaya del óblast de Kubán.

## Demografía
| 2002   | 2010   |
| ------ | ------ |
| 10 656 | 10 991 |

## Transporte
Cuenta con una estación (Milovanovo) en la línea de ferrocarril Krasnodar-Kropotkin.